# Coriolano Albino Ferreira
Coriolano Albino Ferreira GOIH • GOM • ComIP (Valpereiro, 12 de maio de 1916 - Lisboa, 20 de julho de 1996) foi um advogado, administrador hospitalar e professor universitário português, que desenvolveu intensa atividade profissional nos campos da saúde, assistência social e ensino em Portugal.

## Biografia
Nasceu em 12 de maio de 1916, em Valpereiro, pequena aldeia agrícola do concelho de Alfândega da Fé (zona da Terra Quente), distrito de Bragança, filho de Albino Augusto Ferreira e de Cândida Emília Ferreira. Coabitando com os pais e os avós maternos, no seio de uma família de tradições católicas e também receptiva ás novas ideias republicanas estuda em Bragança, concluindo os seus estudos liceais em 1933.
Em Coimbra, frequentou a Faculdade de Direito onde obteve, em 1939 a licenciatura em Ciências Jurídicas e, em 1940, em Ciências Politico-Económicas.
Durante a frequência universitária foi sócio (1934/1939) e membro da Direcção do Orfeão Académico (1936/1938)  e membro da Direcção da Associação Académica no ano de 1938/1939.
Do seu casamento  com Maria José Garrido Torres Eva, em 21 de Março de 1946, na Sé Nova em Coimbra,  nascem dez filhos, Isaura Maria, Maria Virgínia , Emília Augusta, Maria Francisca, António José, Luís Miguel , Maria José, Nuno Henrique, Ana Isabel e Paula Sofia, dos quais teve 28 netos. A sua dilatada prole é o reflexo e o legado das suas profundas convicções católicas e da elevada valorização da família como centro da sua vida.
Faleceu em 1996 em plena atividade. Ocupava todo o seu tempo na investigação e na orientação  dos seus alunos,  mas mantinha o sonho de um dia poder vir a publicar os apontamentos  e as memórias que guardava das tradições da sua terra.

## Atividade Profissional
Em Coimbra iniciou a sua atividade profissional ensinando em colégios particulares e exercendo a advocacia. Foi como consultor da União de Grémios de Lojistas desta cidade que se começou a interessar pela área de assistência e previdência presidindo, em 1944, à direcção que deveria instalar a Caixa Regional de Abono de Família do Distrito de Coimbra.
Em 1939 foi nomeado subdelegado do Instituto Nacional do Trabalho e Previdência, cargo que desempenhou até 1949.
Em 1944 foi nomeado chefe dos serviços administrativos dos Hospitais da Universidade de Coimbra, cargo em que se manteve até 1950, quando passou a desempenhar, na mesma instituição e pela primeira vez num hospital central, as funções de Administrador.
Nos anos 1952 e 1953 deslocou-se aos Estados Unidos para fazer como bolseiro, na Universidade de Berkeley, Califórnia, um curso de Administração Hospitalar.
Em 1954 e simultaneamente com aquelas funções, foi nomeado para a Comissão Instaladora do Hospital Escolar de S. João no Porto, posição que manteve durante todo o período de instalação, para, findo que foi e também em acumulação, exercer as funções de Administrador nesse hospital até 1971.
É nomeado em 1956 administrador do Hospital de Santa Maria, em Lisboa, funções que ocupou até Novembro de 1961. Durante esse período, e por proposta sua em 1959, são constituídas as primeiras Comissões Inter-Hospitalares (Lisboa e Porto), cuja presidência e instalação, em 1961, foi incumbido.
Em 1961, foi criada a Direcção Geral dos Hospitais, e na sequência da destacada acção nos hospitais centrais escolares de Coimbra, Porto e Lisboa e em prol da incipiente organização hospitalar, foi nomeado seu primeiro Diretor-Geral, funções em que se manteve até 1972. Durante essa década elabora aquela que foi considerada a primeira  e principal lei  hospitalar do país (1968).  Nesse período, presidiu também à Comissão de Construções Hospitalares, à Comissão de Reapetrechamento dos Hospitais e à Comissão de Recursos dos Novos Medicamentos (Conselho Superior de Higiene e Assistência Social).  Pertenceu ao Conselho Coordenador do Ministério da Saúde e Assistência e ao Conselho Coordenador do Serviço Nacional de Ambulâncias.
Ao longo destes anos foram lançadas as estruturas efectivas da rede hospitalar que conhece um desenvolvimento assinalável. Institucionaliza-se a regionalização, reformula-se o financiamento hospitalar normalizando-se preçários e estabelecendo-se esquemas contratuais de articulação entre Hospitais, Previdência e Assistência na Doença aos Servidores do Estado.
No plano das instalações e equipamentos hospitalares, estabelece-se uma política de remodelação da rede hospitalar que frutifica nos novos hospitais distritais  e é criado, o Serviço de Utilização Comum dos Hospitais (SUCH) do qual foi grande mentor, impulsionador e primeiro Director.
De entre a numerosa, tecnicamente adequada e inovadora legislação hospitalar publicada durante o período, sobressaem o Estatuto Hospitalar e o Regulamento Geral dos Hospitais, constituindo o grande marco de referência da rede e da orgânica interna dos hospitais. Persegue-se claramente uma profissionalização dos agentes, compatível com a dimensão económica que ao hospital e à sua gestão pela primeira vez é reconhecida.
Em 1972 e após a criação da Secretaria-Geral do Ministério da Saúde e Assistência, foi nomeado Secretário-Geral, funções que desempenhou até 1982 e que interrompeu para integrar o III, IV e V Governos Constitucionais na qualidade de Secretário de Estado da Segurança Social, entre Setembro de 1978 e Janeiro de 1980.
Foi curta a sua passagem pela Segurança Social mas, também aí, a sua capacidade organizadora ficou assinalada. Produz de longa e profunda reflexão sobre a “Assistência Social Portuguesa”, sendo mesmo considerado, por alguns autores, “o grande introdutor, em Portugal, do conceito de “segurança social”” . Reestruturada que fora a Secretaria de Estado no final de 1977, coube-lhe impulsionar a execução da legislação promulgada. A criação dos Centros Regionais de Segurança Social, a quem iria caber a responsabilidade de assegurar nas regiões, a integração das atividades sociais bem como a execução descentralizada das acções programadas e as normas disciplinadoras da ativação dos Centros Regionais até à publicação do seu regulamento definitivo, foram, entre outras, acções de extrema importância na reorganização e dinamização da área social.
Também quanto ás Instituições Privadas de Solidariedade Social, procurou colmatar significativas lacunas até aí existentes fazendo publicar legislação de necessidade imperiosa.
No plano internacional a sua atividade foi intensa. Além de se envolver em numerosas e ativas ações de caráter técnico e científico, fez parte do grupo de peritos convidados pela Organização Mundial de Saúde, em 1959, para a elaboração dos Cursos de Administração Hospitalar realizados na Faculdade de Medicina de Edimburgo. Em 1965, assumiu a posição de professor no Curso de Administração Hospitalar, promovido, em Madrid, pela Dirección General de Sanidad.
Foi membro do Conselho Directivo da Federação Internacional dos Hospitais durante seis anos, seu Vice-Presidente entre 1973 e 1975 integrando o quadro de peritos internacionais desta organização.
Foi ainda membro do Conselho Cientifico da Confederação Internacional dos Hospitais Católicos e  do Conselho de Redacção da Revista “World Hospitals”.
Em 1983 foi eleito Presidente da Assembleia Geral e do Conselho Fiscal do Instituto de Apoio à Criança, de que foi um dos fundadores.

## O Ensino
Ao longo de toda a sua vida profissional dedicou sempre grande atenção ao ensino. Para além da postura pedagógica, plena de preocupações formativas que timbrou toda a sua atividade, desde muito cedo emprestou a sua colaboração neste campo ás mais diversas instituições. 
Ainda em Coimbra ensinou na Escola de Enfermagem dos Hospitais da Universidade de Coimbra, que, na sequência da reforma de 1947, chegou a orientar. Ensinou também na Escola Normal Social daquela cidade e, mais tarde, na Escola de Enfermagem de Sta. Maria e na Escola de Ensino e Administração de Enfermagem. 
Em 1955, foi encarregado da regência no Curso de Medicina Sanitária do Instituto Ricardo Jorge (Porto), da disciplina de “Organização da Assistência Social”, que manteve até 1968, data em que, na sequência da criação da Escola Nacional Saúde Pública e Medicina Tropical e precedendo concurso de avaliação Curricular ingressou no quadro pessoal como professor ordinário (correspondente a professor catedrático) da Cadeira de Administração Hospitalar. 
Nesta qualidade criou, planificou, organizou e dirigiu o Curso de Administração Hospitalar que se iniciou em 1970. Dirigiu a Escola Nacional de Saúde Publica desde 1976 até à sua jubilação em 12 de maio de 1986, funções que só interrompeu durante a sua permanência no governo.  Neste contexto, no dia 27 de abril de 2018, A Escola Nacional de Saúde Pública da Universidade Nova de Lisboa e a Associação Portuguesa de Administradores Hospitalares apresentaram publicamente,  o Prémio Coriolano Ferreira, que visa distinguir anualmente o melhor aluno do Curso de Especialização em Administração Hospitalar desta Escola.
A partir de 1976 como Presidente da Comissão Instaladora, e depois de 1981 como Presidente do Conselho Directivo, o ultimo período de vida desta Instituição – a partir da sua autonomização plena naquele ano – está intimamente ligado à sua atividade criativa, organizadora e dinamizadora. 
A sua atividade no ensino estendeu-se também à Universidade Internacional e ao Instituto Superior Politécnico Internacional. 
Em Maio de 1982, cessou as funções de Secretário Geral do Ministério para se dedicar exclusivamente à Escola Nacional de Saúde Publica onde, desde 1968, era professor catedrático da Cadeira de Administração Hospitalar sendo também Presidente do Conselho Directivo desde 1980, funções em que se manteve até à sua jubilação em Maio de 1986.
Em 1984, nesta Universidade criou, estruturou e dirigiu o Curso Superior de Segurança Social e a partir de 1991, como Vice-Reitor, foi também encarregado do pelouro pedagógico. 

## Atividade editorial
Durante os tempos de estudante em Coimbra foi redator do ”Jornal de Noticias de Coimbra”, colaborou na “Gazeta de Coimbra”, “O Diabo”, “Sol Nascente” e “Voz da Serra” de Seia e na página infantil de “O Primeiro de Janeiro” sob pseudónimo.
Fundou e dirigiu “Altitude” com Fernando Namora, João José Cochofel, Joaquim Namorado e António dos Santos Abranches.
Em 1948, fundou e dirigiu revista “Hospitais Portugueses”, a primeira - e durante quase um quarto de século, a única - dedicada à organização, administração e atividade dos hospitais e marco para a  profissão de Administradores Hospitalares.
Anos mais tarde, em 1983, teve papel determinante  na fundação, da “Revista Portuguesa de Saúde Pública”, de que foi Director.

## Funções governamentais exercidas
III Governo Constitucional
- Secretário de Estado da Segurança Social

IV Governo Constitucional
- Secretário de Estado da Segurança Social

V Governo Constitucional
- Secretário de Estado da Segurança Social

## O etnógrafo
Entusiasmou-se com a personalidade e o trabalho desenvolvido pelo Abade de Baçal, a quem visitava com frequência no Museu de Bragança, guardando e recordando os seus ensinamentos, levando-o ao conhecimento e à admiração da vida e tradições das gentes transmontanas.
Dessa convivência fica-lhe o gosto pela etnografia, área que, de forma amadora, vai cultivando. Também nas férias escolares, na quietude da aldeia, nas tardes de calor abrasante recolhido na frescura das adegas, ou nos longos serões nevados à volta do lume, perguntava, ouvia e  registava os ditos as lendas  e  as conversas, os hábitos e os saberes da gente da sua aldeia.
Nas festas populares encantavam-no canções, danças e representações cénicas que depois tentava registar fielmente.
Muitos dos pequenos cadernos, folhas com apontamentos, histórias, tradições, danças e provérbios que recolheu, alguns dos quais expostos e debatidos no VI Congresso da Associação Portuguesa de Antropologia (Coimbra, 1-4 de Julho, 2016) e na exposição “Coriolano Ferreira: A Etnografia como Cidadania” (Escola Superior de Comunicação Social, 19 a 28 de outubro 2016), trazem até nós a imagem do que teriam sido essas vivências de riqueza incalculável.

## Agraciações
Medalha de Prata da Ordem Imperial Medahonia (Marrocos, 1939).
Medalha de Bronze da Cidade de Paris (França, 1954).
Comenda da Ordem da Instrução Pública (Portugal, 1960).
Grã-Cruz da Ordem Civil de Sanidad (Espanha, 1962).
Medalha de Ouro do Ministério da Saúde (Portugal, 1968).
Grande Oficial da Ordem de Mérito (Portugal, 1968).
Grande Oficial da Ordem do Infante D. Henrique (Portugal, 1986).
Sócio Honorário da Associação Portuguesa de Administradores Hospitalares (Portugal 2019) 